# Втрати 108-го десантно-штурмового полку
У статті наведено подробиці втрат 108-го десантно-штурмового полку Збройних сил РФ у різних військових конфліктах. Полк брав участь у війні в Абхазії, Дагестанській війні, у Другій чеченській війні, у війні з Грузією у 2008 році.
У 2014 році підрозділи полку брали участь у військових операціях в ході збройної агресії РФ проти України. У 2022 році полк бере участь у російському вторгненні в Україну з 24 лютого 2022 року.

## Перша Чеченська війна
| п/п | Прізвище, ім'я, по-батькові                                 | Звання | Дата народження | Дата смерті | Місце смерті     |
| --- | ----------------------------------------------------------- | ------ | --------------- | ----------- | ---------------- |
| 1   | Родіонов Євген Дмитрович (рос. Родионов Евгений Дмитриевич) | майор  | 09.11.1965      | 05.01.1996  | Шатойський район |

## Дагестанська війна
| п/п | Прізвище, ім'я, по-батькові                                     | Звання  | Дата народження | Дата смерті | Місце смерті                          |
| --- | --------------------------------------------------------------- | ------- | --------------- | ----------- | ------------------------------------- |
| 1.  | Костін, Сергій В'ячеславович (рос. Костин Сергей Вячеславович)  | майор   | 10.11.1969      | 13.08.1999  | висота Осляче вухо, Ботліхський район |
| 2.  | Зенков Дмитро Олександрович (рос. Зенков Дмитрий Александрович) | сержант |                 | 13.08.1999  | висота Осляче вухо, Ботліхський район |
| 3.  | Кузьменко Павло Васильович (рос. Кузьменко Павел Васильевич)    | сержант |                 | 13.08.1999  | висота Осляче вухо, Ботліхський район |

## Російсько-грузинська війна
| п/п | Прізвище, ім'я, по-батькові                                      | Звання            | Дата народження | Дата смерті | Місце смерті      |
| --- | ---------------------------------------------------------------- | ----------------- | --------------- | ----------- | ----------------- |
| 1.  | Яловий Дмитро Борисович (рос. Яловой Дмитрий Борисович)          | старший лейтенант | 1983            | 11.08.2008  | Кодорська ущелина |
| 2.  | Мазутов Дмитро Володимирович (рос. Мазутов Дмитрий Владимирович) | сержант           |                 | 12.08.2008  | Поті              |
| 3.  | Волосевич Єгор Володимирович (рос. Волосевич Егор Владимирович)  | рядовий           | 15.11.1988      | 19.08.2008  | Абхазія           |
| 4.  | Дьомін Артур Борисович (рос. Дёмин Артур Борисович)              | майор             | 27.08.2008      | 10.08.2008  | Абхазія           |

## Російсько-українська війна
| п/п | Прізвище, ім'я, по-батькові                                           | Звання                                  | Дата народження | Дата смерті   | Місце смерті         |
| --- | --------------------------------------------------------------------- | --------------------------------------- | --------------- | ------------- | -------------------- |
| 1.  | Ільченко Валентин Сергійович (рос. Ильченко Валентин Сергеевич)       |                                         | 29.07.1997      | 24.02.2022    |                      |
| 2.  | Хазіахметов Ігор Раїсович (рос. Хазиахметов Игорь Раисович)           | механік-водій                           | 20.08.1992      | 01.03.2022    |                      |
| 3.  | Шаповалов Андрій Борисович (рос. Шаповалов Андрей Борисович)          | прапорщик                               | 20.04.1985      | 03.03.2022    |                      |
| 4.  | Капустов Данило Сергійович (рос. Капустов Данил Сергеевич)            | рядовий                                 | 13.07.2000      | 07.03.2022    |                      |
| 5.  | Уланов Дмитро Олександрович (рос. Уланов Дмитрий Александрович)       | єфрейтор                                | 24.07.1999      | 07.03.2022    | поблизу м. Миколаїв  |
| 6.  | Чичканов Олексій Геннадійович (рос. Чичканов Алексей Геннадьевич)     | єфрейтор                                | 06.10.1994      | 17.03.2022    | Миколаївська область |
| 7.  | Арестанов Айдар Амангельдійович (рос. Арестанов Айдар Амангельдыевич) | єфрейтор                                | 19.02.2001      | 17.05.2022    |                      |
| 8.  | Пащенко Олексій Вікторович (рос. Пащенко Алексей Викторович)          | капітан, начальник бронетанкової служби | 18.03.1976      | 01.09.2022    |                      |
| 9.  | Кротов Олексій Миколайович (рос. Кротов Алексей Николаевич)           |                                         | 03.06.1988      | 15.09.2022    | Максимівка           |
| 10. | Сукуєв Віталій Володимирович (рос. Сукуев Виталий Владимирович)       | полковник, командир полку               | 06.06.1979      | 28.09.2022    | Херсонська область   |
| 11. | Савченко Олександр Сергійович (рос. Савченко Александр Сергеевич)     | капітан                                 | 25.01.1989      | 01.10.2022    |                      |
| 12. | Лопін Олександр Сергійович (рос. Лопин Александр Сергеевич)           | підполковник, командир батальйону       | 11.01.1985      | 01.10.2022    | Південна Україна     |
| 13. | Барзов Герман Олександрович (рос. Барзов Герман Александрович)        |                                         | 29.07.1995      | 12.10.2022    |                      |
| 14. | Іванов Олександр Олександрович (рос. Иванов Александр Александрович)  | капітан                                 | 20.09.1979      | до 24.01.2023 |                      |
| 15. | Желєзнов Михайло Станіславович (рос. Железнов Михаил Станиславович)   | лейтенант                               | 03.07.1983      | 26.08.2023    |                      |